# Peromyscopsylla scaliforma
Peromyscopsylla scaliforma är en loppart som beskrevs av Zhang Jintong et Liu Chiying 1985. Peromyscopsylla scaliforma ingår i släktet Peromyscopsylla och familjen smågnagarloppor. Inga underarter finns listade i Catalogue of Life.